# The 700 Club
El Club 700 o Club 700 hoy (The 700 Club) es un programa de televisión estadounidense presentado por Pat Robertson, Terry Meeuwsen, Gordon Robertson y Lee Webb. Se trata de un magazine de interés general que cubre eventos relacionados con la salud, las finanzas y el estilo de vida cristiano. Se emite en su país de origen por Christian Broadcasting Network. El programa se transmite en varios canales de televisión locales de todo el mundo.

## Historia
En 1960 Pat Robertson, hijo del exsenador estadounidense Absalom Willis Robertson, compró la licencia de WTOV-TV, el canal 27 de Portsmouth, Virginia, que había dejado de operar debido a su baja audiencia. Se le cambió el nombre por WYAH-TV (aunque su nombre actualmente es WGNT). La emisora empezó a transmitir contenido cristiano a los Hampton Roads el 1 de octubre del año 1961.
En 1962, la emisora sufría una crisis financiera y estuvo a punto de cerrar. Para mantener la cadena abierta, WYAH produjo un teletón especial en el que Robertson estableció una meta de 700 donantes de USD 10 al mes, lo que sería suficiente para cubrir los gastos de la emisora. Robertson se refirió a estos donantes como el Club de los 700 y este nombre gustó. El teletón fue un éxito y se sigue llevando a cabo de forma anual.
Después del teletón de 1966, El Club 700 continuó como un programa cristiano nocturno de variedades con música, predicación, un grupo de oración, estudio bíblico y entrevistas. La música incluía himnos religiosos, piezas instrumentales y góspel sureño y urbano.
En América Latina, durante los años 80, el programa se emitía en su versión original aunque doblado al español: en Argentina por ATC, Canal 9 y Canal 3; en Paraguay por Canal 13; Chile por TVN; El Salvador por Canal 4; en Costa Rica por Teletica; en Perú por Pantel, etc. Más tarde, fue sustituido por una versión hecha especialmente para el público hispanoparlante: Club 700 hoy.